# Condom USB

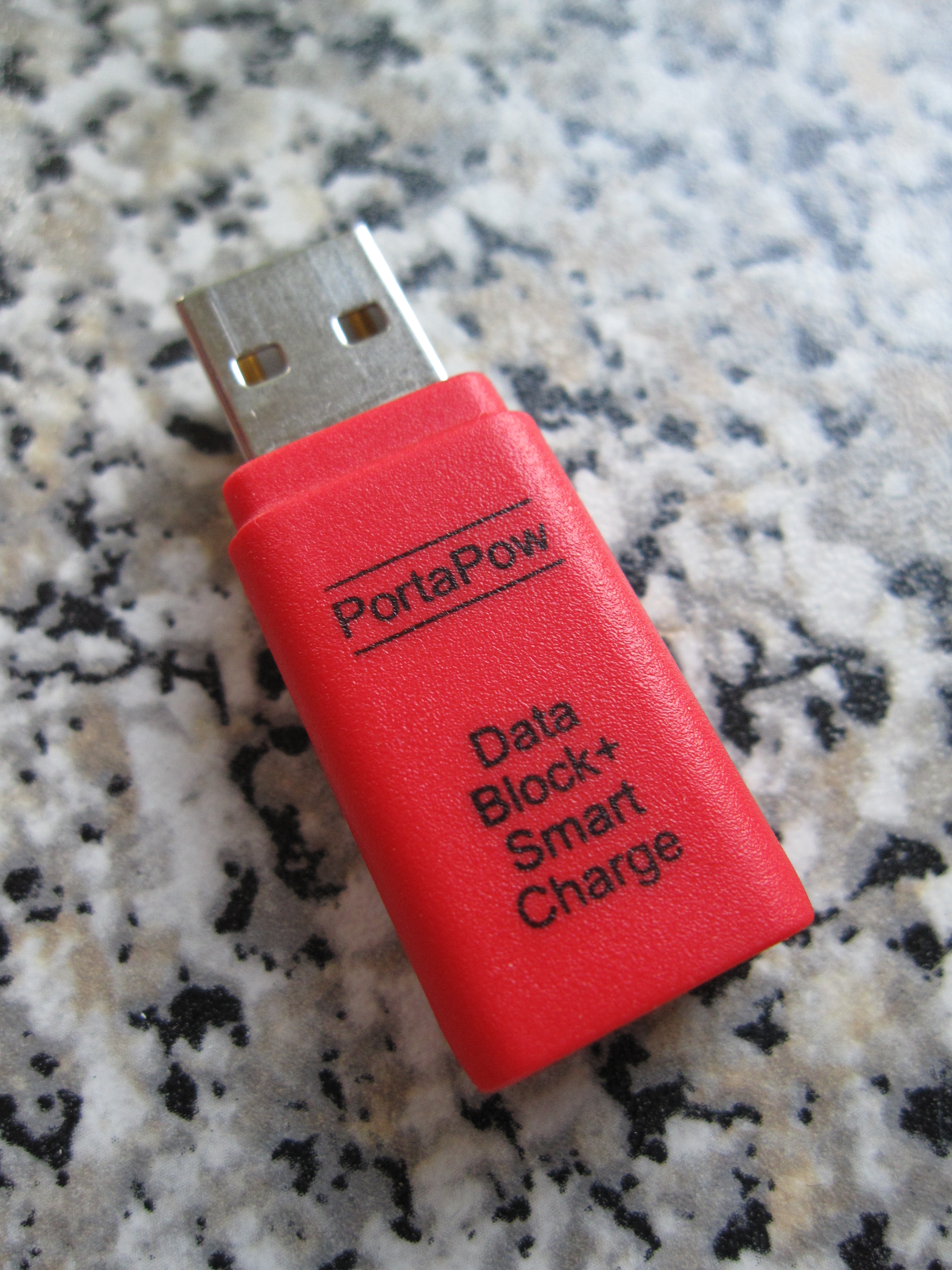
Condom USB commercialisé par la compagnie PortaPow.

Un condom USB (aussi appelé SyncStop ; en anglais, USB condom) est un appareil qui peut être inséré entre un port USB et un appareil en chargement (tablette, téléphone intelligent ou autre périphérique informatique) pour prévenir des attaques de type juice jacking.
Un port USB est muni d'un canal pour le courant électrique et d'un autre canal pour le transfert de données. Lorsqu'un appareil est un chargement sur un port USB, un chargeur malveillant peut utiliser le canal de transfert de données pour installer un logiciel malveillant dans l'appareil ou lui voler des données. Un condom USB protège l'appareil de ce genre d'attaque en ne permettant pas le transfert de données.
Un condom USB est semblable à un câble USB dont on aurait enlevé les fils permettant le transfert de données.
Lorsque le chargeur est un ordinateur, le condom USB protège aussi le chargeur d'une attaque d'un périphérique qui voudrait lui transférer un logiciel malveillant.